# Johann August Köhler
Johann August Köhler (* 19. März 1805 in Hartmannsdorf bei Görnitz; † 12. November 1886 in Grimma) war ein deutscher evangelisch-lutherischer Pfarrer, Lehrer und Autor.

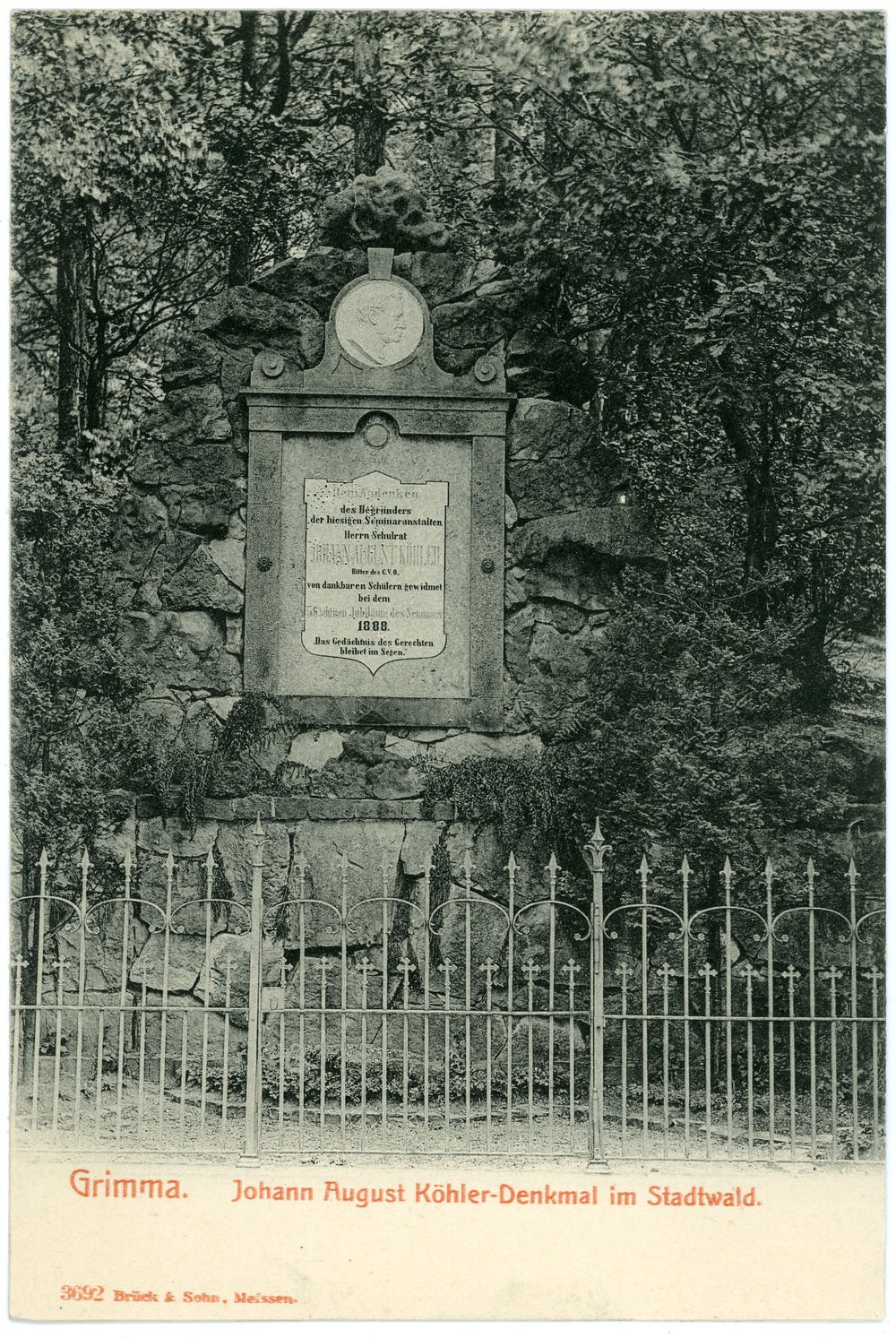
Johann-August-Köhler-Denkmal in Grimma, 1903

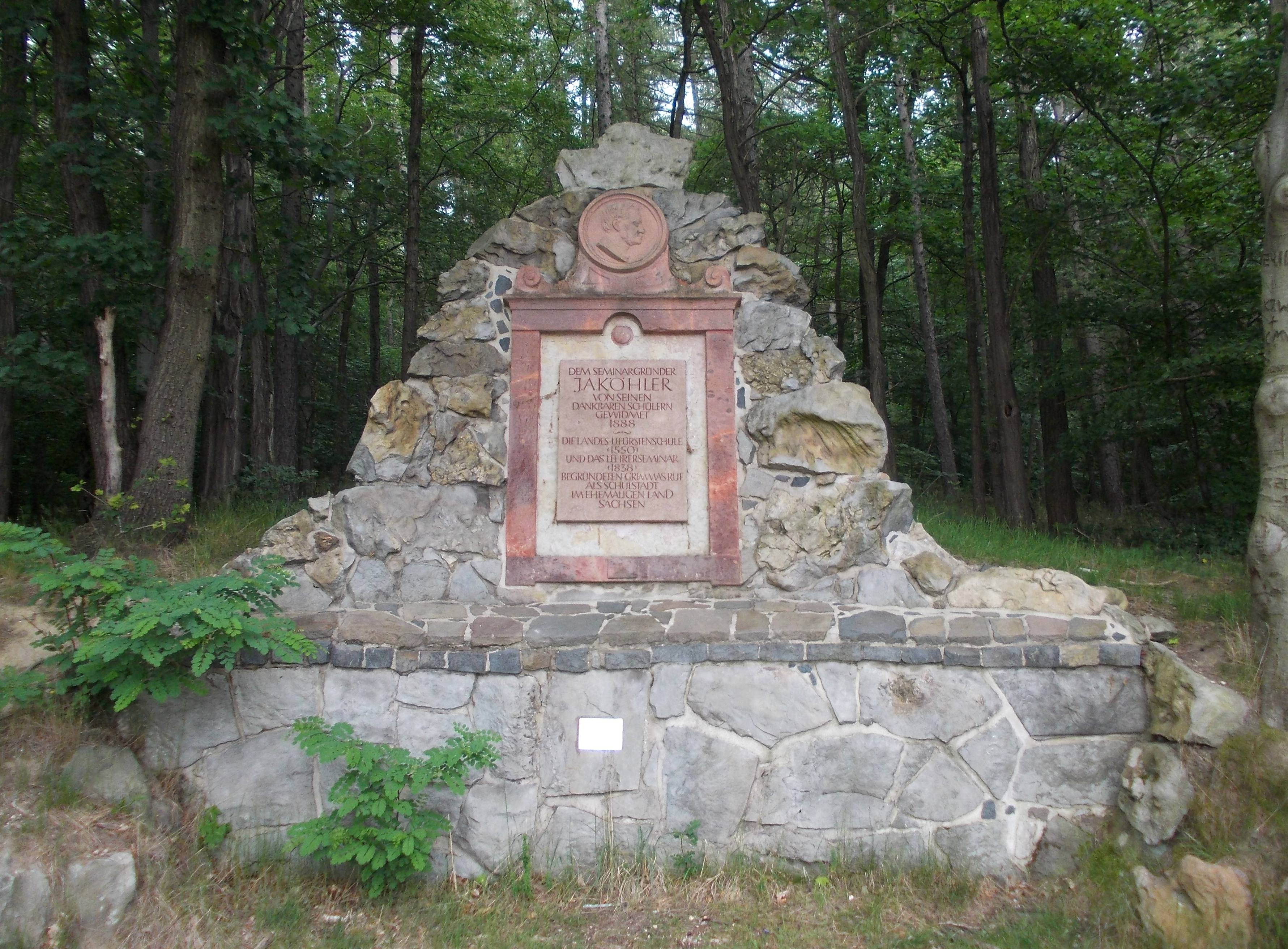
Zustand des Denkmals 2015

## Leben und Wirken
Köhler wurde in Hartmannsdorf in der Parochie Görnitz bei Borna im Kurfürstentum Sachsen geboren. Nach dem Schulbesuch und einem 1823 aufgenommenen Theologiestudium an der Universität Leipzig wurde er 1828 zunächst Pfarrsubstitut in Trebsen. 1832 übernahm er dort endgültig das Pfarramt der Evangelisch-Lutherischen Kirche und wurde Vorsteher eines Privatseminars. Später verließ er den Dienst der Kirche und gründete am 8. Oktober 1838 das Königliche Schullehrerseminar in Grimma mit Internat in der Klosterstraße, dessen erster Direktor er wurde. Er erhielt den Titel Schulrat.

## Publikationen (Auswahl)
- Einleitung in die biblisch-kirchliche Religionslehre. Reclam sen., Leipzig, 1848.
- Das Schullehrer-Seminar zu Grimma, mit Ansichten über Volksschullehrerbildung überhaupt. Verlags-Comptoir, Grimma, 1848.
- Die göttliche Erziehung des Menschen. In Grundzügen dargestellt. Verlags-Comptoir, Grimma, 1850.
- Nebenseminarien zur Vorbereitung auf den Volksschullehrerberuf. Ein Problem zur Prüfung. Gensel, Grimma, 1854.
- Simon Johanna! Frage und Aufruf. Gensel, Grimma, 1855.
- Das Nebenseminar zu Grimma. Erste Berichterstattung. Gensel, Grimma, 1859.
- Stoffe und Entwürfe zu biblischen Geschichten. Lieder- und Spruchkatechesen und Katechismusunterredungen, Bd. 1, Gensel, Grimma, 1866.
- Stoffe und Entwürfe zu biblischen Geschichten. Lieder- und Spruchkatechesen und Katechismusunterredungen, Bd. 2, Gensel, Grimma, 1867.
- Stoffe und Entwürfe zu biblischen Geschichten. Lieder- und Spruchkatechesen und Katechismusunterredungen, Bd. 3, Gensel, Grimma, 1868.

## Ehrungen
- Ritter des Königlich Sächsischen Verdienstordens
- 1888 Errichtung eines Denkmals im Stadtwald von Grimma